# Doxocopa excelsa
Doxocopa excelsa är en fjärilsart som beskrevs av Gillot 1927. Doxocopa excelsa ingår i släktet Doxocopa och familjen praktfjärilar. Inga underarter finns listade i Catalogue of Life.